# Chynowo
Chynowo [xɨˈnɔvɔ] (tiếng Đức Chinnow) là một ngôi làng thuộc khu hành chính của Gmina Wolin, thuộc hạt Kamień, West Pomeranian Voivodeship, ở phía tây bắc Ba Lan.
Nó nằm khoảng 13 kilômét (8 mi) phía bắc của Wolin, 10 km (6 mi) về phía tây Kamień Pomorski và 60 km (37 mi) phía bắc thủ đô khu vực Szczecin.
Làng có dân số 120 người.